# Black Veil Brides
Black Veil Brides é uma banda americana de rock, formada em 2006 em Cincinati, Ohio, pelo vocalista Andy Biersack, atualmente com sede em Hollywood, Califórnia. A banda atualmente é composta pelo vocalista Andy Biersack, o guitarrista rítmico e violinista Jinxx, o guitarrista Jake Pitts, o baterista Christian Coma e o baixista Lonny Eagleton.
O grupo se tornou conhecido por seu visual excêntrico, maquiagens, pinturas pretas, roupas de couro e cabelos longos, todos inspirados nas personas de palco de Kiss, Mötley Crüe, W.A.S.P e outros atos de glam metal e shock rock da década de 1980.
A banda formada em Cincinati, Ohio, originalmente como um projeto de post-hardcore de Andy Six (nome artístico de Andy Biersack), tomou proporções maiores graças a uma grande divulgação pela internet promovida por Andy, e em pouco tempo já estava nos 10 artistas de rock mais tocados no Myspace. O seu álbum de estreia, We Stitch These Wounds, foi lançado em 20 de junho de 2010, e alcançou a posição de número #36 na Billboard. O segundo álbum de estúdio da banda, Set the World on Fire, foi lançado em 14 de junho de 2011 e apresenta fortes influências do glam metal. É o primeiro álbum com o baterista Christian Coma. O álbum alcançou a posição de número #17 na Billboard. O terceiro álbum da banda, Wretched and Divine: The Story of the Wild Ones, foi lançado em 8 de janeiro de 2013 e alcançou a posição de número #7 na billboard. Wretched and Divine é um álbum conceitual de ópera rock e spoken word. O quarto álbum da banda chamado Black Veil Brides IV foi lançado em 27 de outubro de 2014 e alcançou a posição de número #10 na Billboard. Quatro anos depois, a banda lança seu quinto álbum, Vale, sendo um sucesso entre o público e a crítica. A banda já lançou quatro EP's, Sex and Hollywood em 2007, Never Give In em 2008, Rebels em 2011 e The Night em 2019, sendo The Night o primeiro com o baixista Lonny Eagleton após a saída de Ashley Purdy. A banda também lançou um single chamado "Unbroken", que entrou na trilha sonora do filme The Avengers, além de um longa-metragem chamado Legion Of The Black. Em 2015 a banda lança seu primeiro DVD ao vivo intitulado Alive and Burning. Em 2020, para comemorar o aniversário de 10 anos do álbum de estreia We Stitch These Wounds, a banda regravou o álbum sob o selo da Sumerian Records. A regravação foi lançada em 31 de julho de 2020 e foi intitulada Re-Stitch These Wounds.

## História

### Formação e primeiros anos (2006-2008)
Black Veil Brides foi originalmente formado em Cincinnati, Ohio em 2006 por Andy Biersack (que na época usava o nome artístico Andy Six), Johnny Herold e Phil Cennedella. Andy Biersack começou com grandes divulgações pela internet e distribuindo algumas de suas gravações demo em sua escola e para conhecidos. Através da California DGK Studios, em 2007 a banda lançou seu primeiro EP com três faixas intitulado Sex and Hollywood. Em 2008 a banda lançou seu segundo EP intitulado Never Give In, desta vez com quatro faixas. O EP continha o seu futuro single de estreia, "Knives and Pens", canção que trouxe mais reconhecimento a banda. Eventualmente, Andy Biersack se mudou para Los Angeles, Califórnia. No início de 2009, ele iniciou uma nova formação para a banda, a formação era composta por Biersack nos vocais, o guitarrista Chris Hollywood e a baterista Sandra Alvarenga, que logo se juntaram ao baixista Ashley Purdy e ao guitarrista Pan the Gypsy; eles assinaram com o selo independente StandBy Records.

### We Stitch These Wounds(2009-2010)

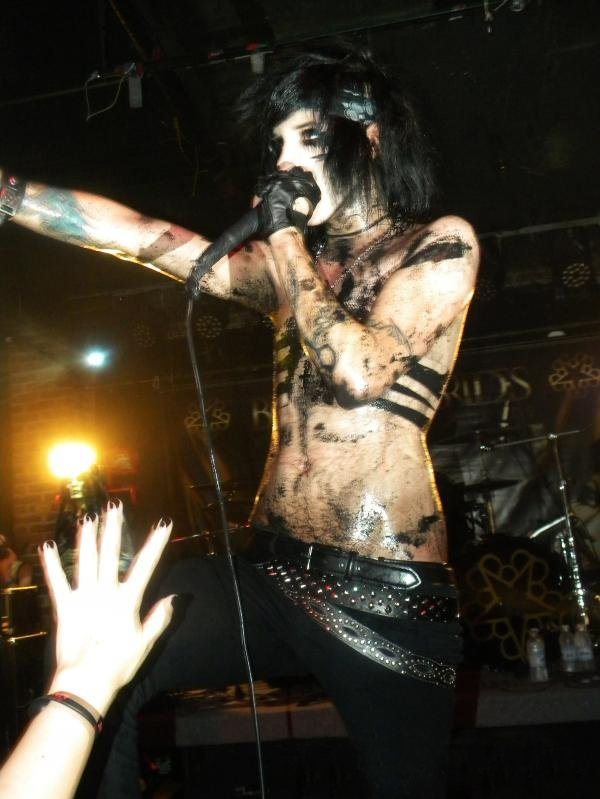
Andy Biersack se apresentando em Cleveland com o Black Veil Brides em 2010.

Em 17 de junho de 2009 a banda lança o seu single de estreia, "Knives and Pens", com um videoclipe lançado exclusivamente no YouTube. É uma das canções mais populares da banda, com o videoclipe alcançando mais de 100 milhões de visualizações no YouTube. O videoclipe oficial da música foi lançado no YouTube em 17 de junho de 2009, dirigido por Patrick Fogarty. O vídeo é estrelado pelo ator David Sasik, que está interpretando o papel do garoto que lembra Andy. Era um projeto de orçamento muito baixo, mas apesar disso, o vídeo lançou a banda à fama internacional. O vídeo oficial atingiu mais de 126 milhões de visualizações no YouTube em 16 de dezembro de 2020. O videoclipe retrata um cenário semelhante aos anos de Andy na escola, onde ele era intimidado pela maneira como se vestia e a música que ouvia.
Em 2009, usando o nome atual, Black Veil Brides assina com uma gravadora independente. A composição de algumas músicas para uma turnê e um disco começaram imediatamente. Chris Hollywood e Pan the Gypsy mais tarde deixaram a banda e foram substituídos pelos guitarristas Jinxx e Jake Pitts. Em dezembro de 2009, a banda embarcou em sua primeira turnê nos Estados Unidos, intitulada "On the Leather Wings". Em 8 de junho de 2010, a banda lança o segundo single de sua carreira, "Perfect Weapon", é o primeiro e único single da banda a promover a estética de seu álbum de estreia. O álbum de estreia We Stitch These Wounds foi lançado em 13 de julho de 2010 e vendeu mais de 10.000 cópias em sua primeira semana, ficando na 36ª colocação no Billboard Top 200, e 1ª colocação na Billboard Independent. Logo após o lançamento do álbum, Sandra Alvarenga foi substituída por Christian "CC" Coma. No final de 2010, Black Veil Brides saiu em turnê com as bandas The Birthday Massacre, Dommin e Aural Vampire.

### Set the World on FireeRebels(2011-2012)
O segundo álbum de estúdio da banda, Set the World on Fire foi lançado em 14 de junho de 2011 pela Lava Records/Universal Republic Records. A arte da capa foi lançado em abril. A faixa-título "Set the World on Fire" foi planejada para uso no filme Scream 4. Ao saber que a música não ia ser usada no filme, a banda divulgou um comunicado e uma pré-visualização canção estendida. Mais tarde, foi anunciado em 23 de maio que haveria uma música da banda no filme Transformers: Dark of the Moon.

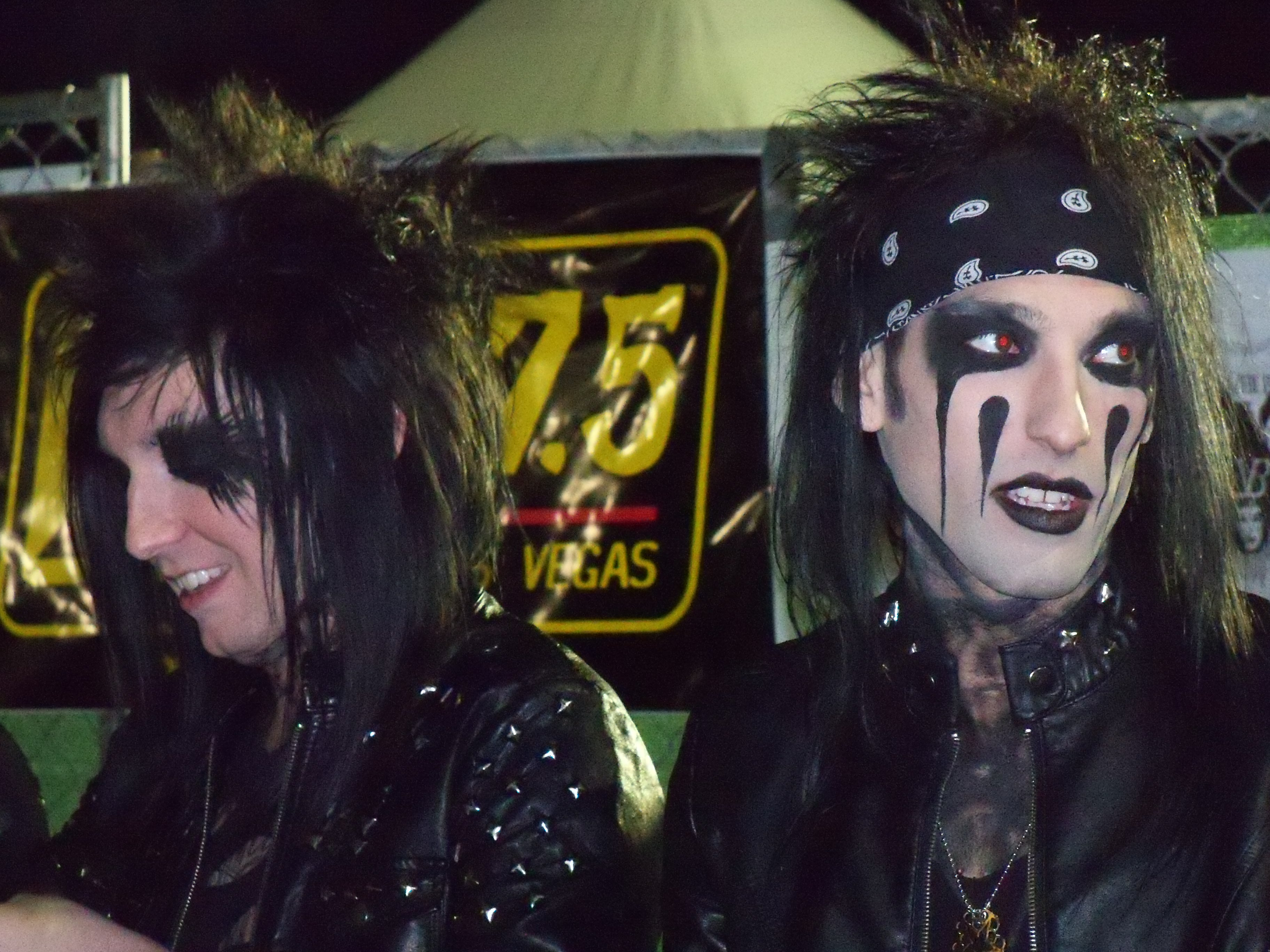
O guitarrista Jake Pitts (esquerda) e o baterista CC (direita) distribuindo autógrafos aos fãs em 2011.

A banda lança o seu terceiro single, "Fallen Angels", é o primeiro single de promoção para Set the World on Fire. O videoclipe de "Fallen Angels" foi lançado no final de abril. Em seguida, foi totalmente liberado no Reino Unido em 1 de maio. O lançamento nos Estados Unidos foi adiado de 3 de maio para 10 de maio para ser distribuído gratuitamente no iTunes. Andy Biersack explicou o conceito por trás da música. A canção é inspirada pela narrativa bíblica contada em Apocalipse 12, em que "Satanás e um terço de seus anjos rebeldes iniciaram uma guerra contra Deus e foram, portanto, lançados do Céu para a Terra, tornando-se anjos caídos..." A história foi apresentada a Andy Biersack pelo artista Richard Villa: 
Ele gosta muito de histórias bíblicas e descobriu toda a história dos anjos caídos que foram os párias definitivos. Eles não foram enviados para o inferno, mas não foram permitidos no céu. Eles não tinham para onde ir. Eles também não eram humanos, então eles tinham uma existência solitária. Eles acabaram se unindo e criando sua própria "gangue". Nós realmente gostamos disso e acabamos escrevendo uma música muito baseado em como poderíamos comparar isso com nossas vidas.— Andy Biersack
 O videoclipe dirigido por Nathan Cox mostra a banda vindo do espaço sideral em direção a Terra como cometas, caindo ao solo em uma Los Angeles completamente destruída pelo fogo (semelhante a arte conceitual da capa do álbum). A banda começa a tocar a canção enquanto outros cometas e bolas de fogo caem do céu, esses cometas na verdade são fãs da banda que logo se juntam a eles durante a performance. O vídeo de "Fallen Angels" ficou em terceiro lugar como "Videoclipe do ano" pela Alternative Press.

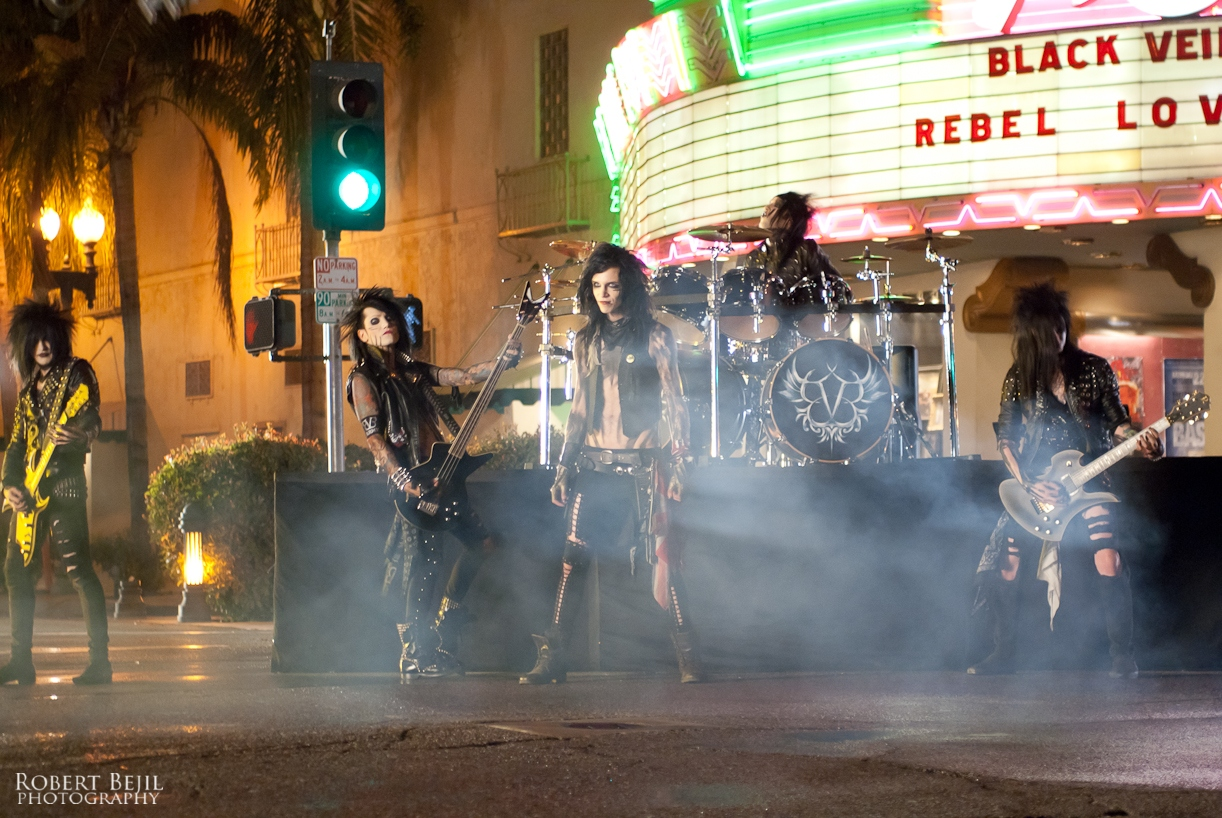
A banda em frente ao Fox Theater em Bakersfield, Califórnia, durante a filmagem para o videoclipe de "Rebel Love Song"

A banda lançou um prévia da canção "Youth and Whisky" em 3 de maio. O videoclipe de "The Legacy" estreou no YouTube em 6 de junho de 2011. O terceiro single de Set the World on Fire foi "Rebel Love Song", que também teve um videoclipe dirigido por Patrick Fogarty. O vídeo foi lançado no YouTube em 19 de outubro. Em 25 de outubro, a banda anunciou que eles tiveram que cancelar as datas dos shows por "certas razões". Mais tarde foi anunciado que era porque Andy tinha quebrado o nariz na plataforma da bateria durante uma performance. Apesar da lesão, o que era ruim o suficiente para as pessoas perceberem que ele estava tendo dificuldade em respirar e falar, ele estava determinado em terminar o show. Depois de uma visita ao médico, foi-lhe dito para descansar por algumas semanas. Eles anunciaram que voltariam com a turnê no começo do Tour Buried Alive com o Avenged Sevenfold, Asking Alexandria e Hollywood Undead.

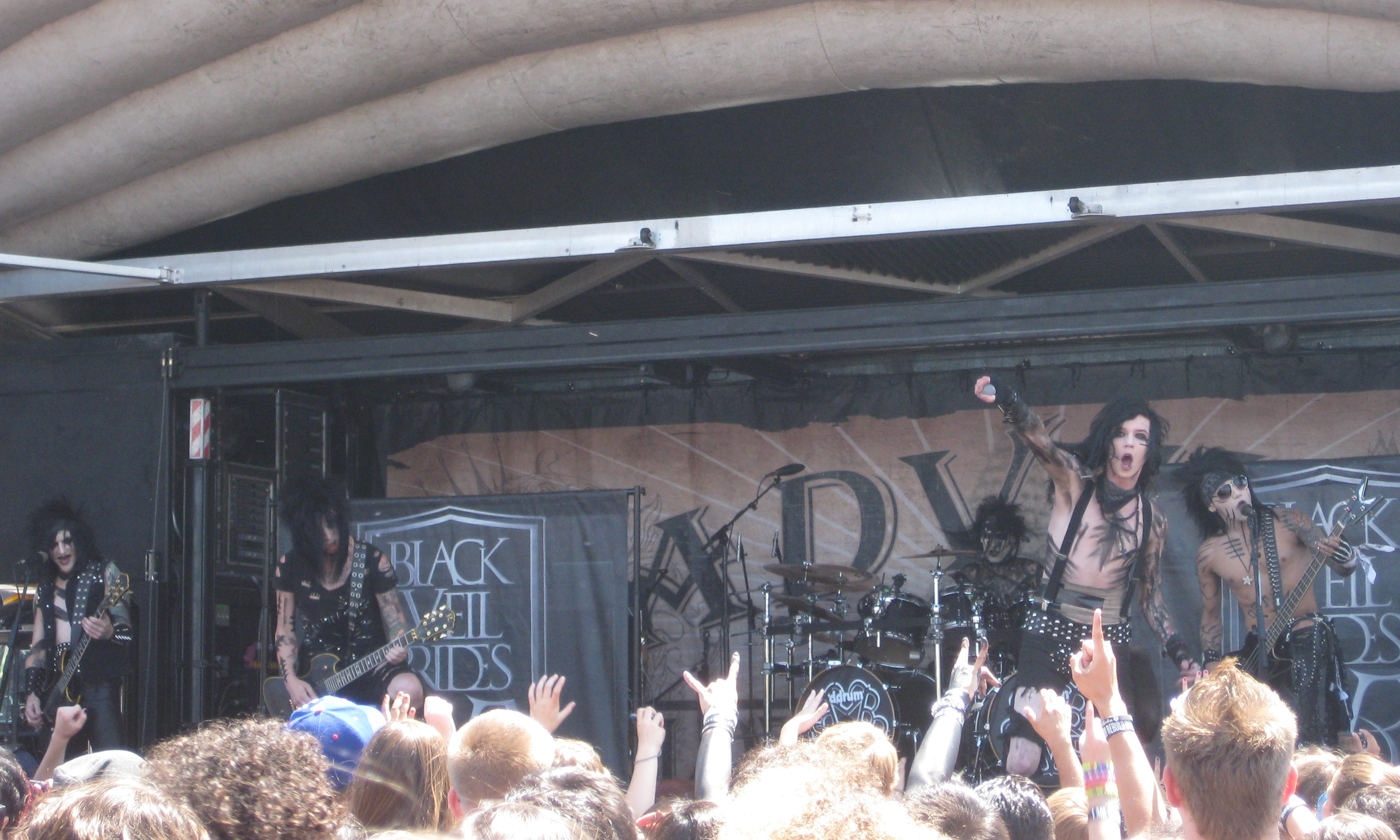
Black Veil Brides durante a Warped Tour de 2011. Da esquerda para direita: Jinxx, Jake Pitts, Christian Coma, Andy Biersack e Ashley Purdy.

Foi anunciado via Twitter de Andy que a banda iria lançar um EP intitulado Rebels. Eles lançaram um trailer no YouTube que mostra gravação de vocais de Andy para o seu cover de "Rebel Yell", canção de Billy Idol, que era para figurar no EP. Outro trailer do EP foi lançado, em que Andy dá um pouco mais detalhes sobre ele. O terceiro e último trailer sobre o EP foi lançado em 14 de novembro, em que Andy entra em detalhes sobre a faixa "Coffin", que era uma sobra de canção do álbum anterior Set the World on Fire que estava para ser lançado no EP. Em uma entrevista com Chris Droney de Glasswerk National, que falou que haveria um guitarrista convidado para aparecer no EP, que eventualmente acabou por ser Zakk Wylde do Ozzy Osbourne e Black Label Society, que interpreta o solo de guitarra na versão cover da música "Unholy", originalmente interpretada por Kiss. Rebels foi finalmente lançado em 31 de dezembro de 2011.

### Wretched And Divine: The Story of the Wild Ones(2012-2013)

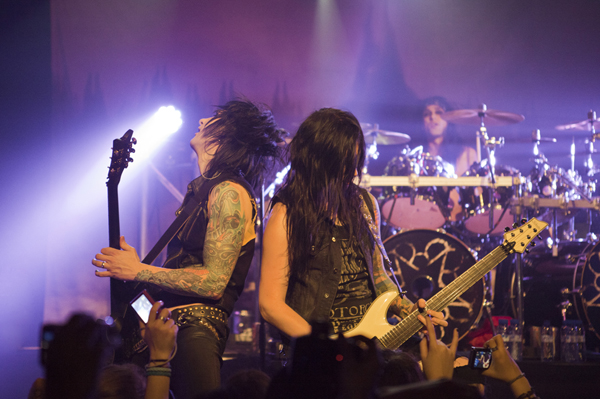
Os guitarristas Jinxx (esquerda) e Jake Pitts (direita) se apresentando no Barcelona Music Hall em 2013.

Uma nova canção da banda intitulada "Unbroken", apareceu na trilha sonora do filme The Avengers em 1 de maio de 2012. A música não pertence ao novo álbum da banda. Quanto próximo álbum da banda, os guitarristas Jinxx e Jake disseram a Chris Droney em uma entrevista para Glasswerk National que a banda está constantemente escrevendo novas músicas, e está pensando em gravar um novo EP em abril de 2012. Em 18 de fevereiro, Jake Pitts postou em seu Twitter: "Coisas incríveis. Este próximo disco vai chutar suas bundas". Em uma entrevista em fevereiro de 2012, o baixista Ashley Purdy anunciou que o terceiro álbum da banda iria ser lançado no final de 2012, porém, a data foi confirmada para 8 de Janeiro de 2013. Em 2 de maio, o nome do álbum foi revelado: Wretched and Divine: The Story of the Wild Ones.

### Black Veil Brides IV(2014)
Em entrevista ao Artisan News, o vocalista da banda Andy Biersack disse que a banda decidiu começar a trabalhar em seu quarto álbum.
| “ | "Sim, é uma loucura. Nós estivemos em turnê juntos quase a metade de uma década, e é isso. Não temos a história longa e célebre, mas já passamos por tantas mudanças evolutivas e até estilisticamente na banda, nós nunca lançamos dois discos que soavam o mesmo. Acho que o próximo passo da banda é fazer algo que nunca fizemos antes, que é o de levar um minuto e realmente avaliar onde tudo à nossa volta é e o que nós queremos começar a escrever sobre o que o próximo passo é para o banda, logicamente. Mas também só em uma sensação artística, que seja orgânico e deixe-nos sentir algo novo, porque sempre fomos ... Com exceção de 'Wretched & Divine' , os dois primeiros álbuns foram,' OK, agora você tem que fazer um álbum. Vai fazê-lo. Você tem essa quantidade de tempo, você tem essa quantidade de dinheiro. Por favor, faça-o. 'Com 'Wretched & Divine', tivemos mais uma oportunidade de fazer algo que estava fora da caixa. Nós ainda não temos muito tempo, mas fomos autorizados a pouco mais de uma oportunidade de nos expressar. Então, agora, eu acho, nós somos a banda que eu acho que deveria ser. Acho que estamos no lugar certo. Nós somos a melhor que nós já fomos musicalmente. A camaradagem dentro da banda está em um ponto mais alto. E não é sempre assim. Certamente tem havido lutas dentro dessa banda, como qualquer banda, ao longo do último par de anos, mas vou dizer-lhe que nessa turnê, não houve nada que tenha sido negativo; tem sido uma experiência muito positiva e todos nós tivemos um monte de diversão. Porque, mais uma vez, todos nós somos adultos e fazemos isso a tempo suficiente para saber que essas diferenças de personalidade não são o suficiente para você tentar arruinar a carreira que você começou. E eu acho que às vezes as bandas se esquecem de que: 'Uau, nós apenas não conseguimos ficar juntos'. Bem, talvez vocês em breve fiquem, apenas esperem. Você não está se dando bem hoje; é só esperar. Fique com a coisa que você ama. E é isso que nós fizemos. Nós tivemos nossos momentos mais sombrios e todos nós tivemos grandes conflitos e tudo mais, mas nós somos melhores amigos e nós somos irmãos e temos superado isso, assim como nós sempre seremos, por isso estou animado em fazer outro disco com os meus quatro melhores amigos. " | ” |

Foi revelado em 30 de maio pela Alternative Press que o novo álbum será lançado em 28 de outubro de 2014 (a data fora antecipada para 27 de outubro) e será uma continuação ao Wretched & Divine: The Story Of The Wild Ones. Em julho de 2014, Black Veil Brides anunciou a disponibilidade de pré-encomendas para o seu novo álbum, intitulado Black Veil Brides IV, em Pledgemusic. Em agosto, foi anunciado que a banda será a atração principal na América com bandas de suporte como Falling In Reverse, Set It Off, e Drama Club ao longo de outubro e novembro com a turnê intitulada, "The Black Mass". A primeira música lançada fora "Heart of Fire" estreou na BBC Radio 1 rock Show com Daniel P Carter em 7 de setembro de 2014 e no final da semana uma nova música foi lançada no YouTube intitulada "Faithless".

### Vale, saída de Ashley Purdy,The NighteRe-Stitch These Wounds(2018-presente)
Andy Biersack sobre o álbum:
| "A tradução latina do Vale é 'seja bem, seja forte!' e central para a mensagem deste registro. Esperamos continuar a inspirar nossos fãs e amigos a abraçarem sua própria individualidade e força interior.” Sobre os temas do disco: "A narrativa central mais uma vez encontra os personagens de 'Os Selvagens' enfrentando o desafio de partir da dor e angústia de seu passado e olhar para um novo capítulo em suas vidas. Este conceito é um que está perto do meu coração e acredito que vai ressoar com aqueles que se encontram à margem da sociedade ". |
| --- |

Em Dezembro de 2016 foi lançando a primeira música deste álbum chamada "The Outsider". Quase um ano depois (entre Setembro e Dezembro de 2017) a banda disponibilizou as músicas "My Vow", "When They Call My Name" e "The Last One".
O álbum foi lançado dia 12 de Janeiro de 2018 junto com o videoclipe de "Wake Up" no Youtube. Dois meses depois o video de " When They Call My Name" também chega ao Youtube.
No início de 2019, a banda anunciou que estaria trabalhando em uma reimaginação de We Stitch These Wounds em comemoração aos 10 anos de lançamento.
Em 15 de novembro de 2019, foi anunciado no perfil oficial da banda no Twitter que o baixista de longa data, Ashley Purdy, não fazia mais parte da banda.
Em 29 de novembro de 2019, foi anunciado no Twitter que Lonny Eagleton assume o posto deixado por Purdy. Nesse mesmo dia, foi lançado o EP The Night, com as canções "The Vengeance" e "Saints Of The Blood".

### Nome da banda.
Purdy explicou o significado do nome Black Veil Brides.
| “ | Black Veil Brides é um termo católico romano usado para quando uma mulher se casa na igreja e desiste de todos os prazeres da vida para se dedicar a sua vida a Deus. Ela é, então, considerada uma Noiva de Véu Preto. Soa similar a uma banda de rock, onde você tem que desistir de muitas coisas em busca do que você está apaixonado ou acredita. Ele também tem a dicotomia entre o positivo e o negativo. O momento mais feliz na vida de alguém, poder se casar. E o oposto do que na vida de alguém seria em um funeral de um ente querido. Tudo tende a se encaixar muito bem para uma banda de rock escura e pesada. |

## Características musicais e influências

### Evolução do estilo
Entre 2006 e 2010, a sonoridade de Black Veil Brides e seu single de estreia "Knives and Pens", bem como seu álbum de estreia, We Stitch These Wounds, foi descrita por críticos principalmente como post-hardcore, emo, screamo, e metalcore, influenciados por bandas como Atreyu, The Used, Escape The Fate, Alesana, Bullet For My Valentine e nos primeiros trabalhos de Avenged Sevenfold. Com o lançamento de seu segundo álbum de estúdio em 2011, Set the World on Fire, a banda deixou de lado parcialmente a sua sonoridade hardcore em favor de elementos de glam metal e hard rock, possuindo grandes influências de bandas de hair metal da década de 1980, principalmente de bandas provindas de Los Angeles como Mötley Crüe, L.A. Guns e W.A.S.P., tanto na sonoridade quanto em seu visual. Seu terceiro álbum de estúdio Wretched and Divine de 2013 apresentou fortes influências de ópera rock, sendo um álbum conceitual. No geral, a banda já foi considerada como tendo influências de outros estilos, incluindo gothic metal, gothic rock, glam rock e heavy metal.

### Imagem
Como uma banda de shock rock, Black Veil Brides chocou e chamou atenção no início de sua carreira, em parte por seu visual extravagante e andrógino, incluindo influências dos visuais emo, glam e gótico, com roupas de couro justas, acessórios, franjas, cabelos longos e desgrenhados com spray e maquiagem preta que cobria o rosto e o corpo de seus integrantes. Segundo a banda, o visual também era inspirado em parte na forte influência de seus ídolos como David Bowie, Kiss, Misfits, Mötley Crüe, Alice Cooper, etc.

### Influências
As principais influências da banda incluem Avenged Sevenfold, Kiss, Metallica, Iron Maiden, Mötley Crüe, Judas Priest, Poison, Guns N' Roses, Dokken, AFI, The Used, Bullet For My Valentine, Alkaline Trio, LA Guns, W.A.S.P, Misfits, The Dead Boys, Social Distortion, Billy Idol, Black Sabbath, Alice Cooper, HIM, The Sisters of Mercy e Hot Water Music.

O vocalista Andy Biersack já declarou: 
| “ | Toda a trajetória de minha vida e meus interesses foi moldado após ver o Kiss. | ” |

## Membros da banda
Black Veil Brides passou por várias mudanças de membros, (na época do lançamento de "Knives and Pens", o vídeo da música só tinha três membros: Biersack, Sandra Alvarenga e Chris "Hollywood" Bluser), a banda gravou We Stitch These Wounds com Biersack, Jake Pitts, Ashley Purdy, Jinxx e Sandra Alvarenga. Em 2010, quando Sandra deixou o Black Veil Brides para se juntar à banda Modern Day Escape, Christian Coma entrou em seu lugar na bateria. Após a saída de Purdy, a banda chegou à sua formação atual com Lonny Eagleton, Andy Biersack é o único membro fundador remanescente.

### Membros atuais
- Andy Biersack - vocal (2006-presente)
- Jake Pitts - guitarra solo (2009-presente)
- Jinxx - guitarra base, vocal de apoio, violino (2009-presente)
- Christian Coma - (CC) bateria (2010-presente)
- Lonny Eagleton - baixo (2019-presente)

### Membros anteriores
- Chris Hollywood – guitarra base (2008-2009)
- Johnny Herold – guitarra solo (2006-2008)
- Chris “Craven” Riesenberg – bateria (2006-2008)
- Nate Shipp – guitarra base (2007-2008)
- Sandra Alvarenga - bateria (2008-2010)
- Phil Cenedella – baixo (2006 - 2008)
- Remi Normann – guitarra base (2008-2009)
- D. A. Burton (Pan the Gypsy) - guitarra base (2008)
- Ashley Purdy - baixo, vocal de apoio (2009-2019)

## Discografia

### Álbuns
| Nome do álbum                                   | Gravadora                      | Ano de lançamento |
| We Stitch These Wounds                          | Standy By Records              | 2010              |
| Set the World on Fire                           | Lava Records                   | 2011              |
| Wretched and Divine: The Story of the Wild Ones | Lava Records                   | 2013              |
| Black Veil Brides IV                            | Lava Records                   | 2014              |
| Vale                                            | Lava Records, Rebublic Records | 2018              |
| Re-Stitch These Wounds                          | Sumerian Records               | 2020              |
| The Phantom Tomorrow                            | Sumerian Records               | 2021              |

### EPs
| Nome do EP        | Gravadora              | Ano de lançamento |
| Sex and Hollywood | California DGK Studios | 2007              |
| Never Give In     | California DGK Studios | 2008              |
| Rebels EP         | Lava Records           | 2011              |
| The Night EP      | Sumerian Records       | 2019              |
| The Mourning      | Sumerian Records       | 2022              |

## Videografia
- "Knives and Pens"
- "Perfect Weapon"
- "Fallen Angels"
- "The Legacy"
- "Rebel Love Song"
- "Coffin"
- "In The End"
- "Heart Of Fire"
- "Goodbye Agony"
- "Wake Up"
- "When They Call My Name"
- "Saint Of The Blood"
- "The Vengeance"
- "Scarlet Cross"
- "Fields Of Bone"
- "Torch"
- "Crimson Skies"
- "Born Again"
- "Saviour II"
- "Devil"

## Premiações

### Festivais e prêmios
O Black Veil Brides apoiou o Murderdolls no "God Save The Scream Tour" em 2011 e também fez turnê pelos EUA na turnê AP entre 18 de março - 6 de maio., A banda seguiu para o Tour Vans Warped, que começou em 24 de junho de 2011 e terminou 14 de agosto do mesmo ano, no entanto, em 18 de junho, Andy caiu de um pilar durante uma apresentação e quebrou suas costelas, que os levou a perder a primeira semana da turnê. A banda também se apresentou em festivais como o Download Festival no Reino Unido e o Bamboozle. A banda também tocou no festival Rock am Ring no complexo automobilístico Nürburgring em Nürburg, Alemanha, em junho de 2011. Em 20 de abril, foi revelado que a banda ganhou o prêmio Golden Gods Award for Best New Artist da Revolver, ganharam também o prêmio Best Newcomers da Kerrang!, e foram nomeados para o Best Newcomer International também da Kerrang! A banda também tocou no festival Monsters Of Rock 2015 no Brasil com a The Black Mass Tour 25 de abril de 2015
| Ano                                                                              | Trabalho nomeado                            | Prêmio                                                             | Resultado | Lugar |
| -------------------------------------------------------------------------------- | ------------------------------------------- | ------------------------------------------------------------------ | --------- | ----- |
| 2007                                                                             | Black Veil Brides                           | Bogart's Battle of the Bands                                       | Venceu    | 2º    |
| 2011                                                                             | Black Veil Brides                           | MTV's Favorite Breakthrough Band of 2011                           | Venceu    | 3º    |
| 2011                                                                             | Andy Biersack                               | Revolver's 100 Greatest Living Rock Stars 2011                     | Venceu    | —     |
| 2011                                                                             | Set the World on Fire                       | Revolver's 20 Best Albums of 2011                                  | Venceu    | 5º    |
| 2011                                                                             | Black Veil Brides                           | Revolver's Golden God Awards: Best New Band 2011                   | Venceu    | —     |
| 2011                                                                             | "The Legacy"                                | Revolver's Song of the Year 2011                                   | Venceu    | 2º    |
| 2011                                                                             | Black Veil Brides for "Fallen Angels"       | WGRD’s 2011 Favorite Listener Band of The Year                     | Venceu    | 2º    |
| 2011                                                                             | Black Veil Brides                           | Alternative Press: Band of the Year Award                          | Venceu    | 1º    |
| 2011                                                                             | Christian Coma                              | Alternative Press: Drummer of the Year Award                       | Venceu    | 1º    |
| 2012                                                                             | Black Veil Brides                           | Revolver's Golden God Awards: Most Dedicated Fans 2012             | Indicado  | —     |
| 2012                                                                             | Andy Biersack                               | Revolver's Golden God Awards: Best Vocalist 2012                   | Indicado  | —     |
| 2012                                                                             | Jake Pitts and Jinxx                        | Revolver's Golden God Awards: Best Guitarists 2012                 | Venceu    | —     |
| 2012                                                                             | Black Veil Brides for Set the World on Fire | Kerrang! Award for Best Album 2012                                 | Indicado  | —     |
| 2012                                                                             | Black Veil Brides                           | Kerrang! Award for Best Live Band 2012                             | Indicado  | —     |
| 2012                                                                             | Andy Biersack                               | Kerrang! Award for Hottest Male 2012                               | Indicado  | —     |
| 2012                                                                             | Ashley Purdy                                | Kerrang! Award for Hottest Male 2012                               | Indicado  | —     |
| 2012                                                                             | Black Veil Brides for "Rebel Love Song"     | Kerrang! Award for Best Single 2012                                | Venceu    | —     |
| 2013                                                                             | Black Veil Brides for "In the End"          | Loudwire Cage Match: Black Veil Brides vs. Halestorm               | Venceu    | —     |
| 2013                                                                             | Black Veil Brides for "In the End"          | Loudwire Cage Match: Black Veil Brides vs. HIM                     | Venceu    | —     |
| 2013                                                                             | Black Veil Brides for "In the End"          | Loudwire Cage Match: Black Veil Brides vs. Coheed and Cambria      | Venceu    | —     |
| 2013                                                                             | Black Veil Brides for "In the End"          | Loudwire Cage Match: Black Veil Brides vs. Asking Alexandria       | Venceu    | —     |
| 2013                                                                             | Black Veil Brides for "In the End"          | Loudwire Cage Match: Black Veil Brides vs. Bullet for My Valentine | Venceu    | —     |
| 2013                                                                             | Black Veil Brides for "In the End"          | Revolver's Golden Gods Awards: Song of the Year 2013               | Venceu    | —     |
| 2013                                                                             | Black Veil Brides                           | Revolver's Golden Gods Awards: Most Dedicated Fans 2013            | Indicado  | —     |
| 2013                                                                             | Black Veil Brides                           | Relentless Kerrang! Awards 2013: Best live band                    | Venceu    | —     |
| 2013                                                                             | Black Veil Brides                           | Alternative Press 2013 Readers Poll: Best Live Band                | Venceu    | 1º    |
| 2014                                                                             | Black Veil Brides                           | Loudwire Most Dedicated Fans of 2013                               | Venceu    | —     |
| 2015                                                                             | London Club Shows                           | Relentless Kerrang! Awards 2015: Best Event                        | Indicado  | —     |
| 2015                                                                             | Black Veil Brides (album)                   | Relentless Kerrang! Awards 2015: Best Album                        | Indicado  | —     |
| 2015                                                                             | Black Veil Brides                           | Relentless Kerrang! Awards 2015: Best Live Band                    | Venceu    | —     |
| 2015                                                                             | Black Veil Brides                           | Relentless Kerrang! Awards 2015: Best Fanbase                      | Indicado  | —     |
| 2015                                                                             | Andy Biersack                               | Relentless Kerrang! Awards 2015: Tweeter Of The Year               | Indicado  | —     |
| 2015                                                                             | Andy Biersack                               | Kerrang! Award for Hottest Male 2014                               | Venceu    | —     |
| 2015                                                                             | Jake Pitts                                  | Metal Hammer Golden God Awards: Dimebag Darrell Shredder           | Indicado  | —     |
| 2015                                                                             | Black Veil Brides (album)                   | Alternative Press Music Awards 2015: Album Of The Year             | Venceu    | —     |
| 2015                                                                             | Black Veil Brides                           | Alternative Press Music Awards 2015: Artist Of The Year            | Indicado  | —     |
| "—" denota que a nomeação não se classificou ou não chegou a um lugar relevante. |                                             |                                                                    |           |       |

## Turnês

### 2009–2010
- On Leather Wings Tour (Dezembro de 2009)
- Royal Family Clothing Tour (com From First to Last, ;Eyes Set to Kill, ;Confide, e ;Sleeping with Sirens ;— Março-Abril de 2010)
- Sacred Ceremony Tour (com ;Vampires Everywhere!, Modern Day Escape, e Get Scared ;— Julho-Agosto de 2010)
- Entertainment or Death Tour (com William Control ;e Motionless in White ;— Outubro-Novembro de 2010)
- Pins and Needles Tour (com The Birthday Massacre; suporte de  ;Dommin, e Aural Vampire ;— Novembro de 2010)

### 2011
- God Save the Scream Tour (como banda de apoio do ;Murderdolls ;com The Defiled em UK. — Fevereiro de 2011)
- AP Tour ;(com D.R.U.G.S., ;I See Stars, ;VersaEmerge, e Conditions — Março-Maio de 2011)
- Warped Tour ;(Junho-Agosto de 2011) Black Veil Brides perdeu a primeira semana da turnê porque Andy quebrar as costelas.
- UK Tour (com Yashin ;e My Passion ;— Outubro-Novembro de 2011) ;Black Veil Brides perdeu datas de show porque Andy quebrar o nariz.
- Buried Alive Tour (banda de suporte para Avenged Sevenfold ;com Hollywood Undead ;e Asking Alexandria ;— Novembro-Dezembro de 2011)

### 2012–2013
- set the world on fire South America tour ( Argentina - Buenos Aires 14 de janeiro de 2012, chile - Santiago 16 de janeiro de 2012 e Brazil - Porto Alegre 18 de janeiro de 2012, Curitiba 20 de janeiro de 2012 & São Paulo 21 de fevereiro de 2012)
- UK and Ireland Tour (banda principal com ;D.R.U.G.S. ;sendo a banda de suporte. — Março-Abril de 2012)
- European Summer Tour (banda de suporte para Slash ;e Mötley Crüe ;— Junho de 2012)  Black Veil Brides cancelou a última semana da European Summer Tour por causa da morte do avô de Biersack.
- The Church of the Wild Ones Tour: first leg (com William Control ;como suporte. — Janeiro de 2013)
- Kerrang! Tour ;(com Chiodos, ;Tonight Alive, e Fearless Vampire Killers ;— Fevereiro de 2013)
- The Church of the Wild Ones Tour: second leg (com William Control como suporte.— Fevereiro-Maço de 2013)
- The Church of the Wild Ones Tour: third/European leg (com Heaven's Basement como suporte ;— Abril de 2013)
- Warped Tour (Junho-Agosto de 2013)
- HardDrive Live presents: ;Monster Energy ;Outbreak Tour (banda de suporte para Bullet for My Valentine com Stars in Stereo ;e Throw the Fight ;— Setembro-Novembro de 2013)

### 2014
- Rock Fest em Singapura.
- The Black Mass Tour (com Falling In Reverse, Attila, Set It Off & Drama Club. — Outubro-Dezembro de 2014)

### 2015
The Black Mass Tour South America ( Argentina - Buenos Aires 21 de abril de 2015 " CANCELADO", Chile - Santiago 23 de abril de 2015 "CANCELADO" e Brasil - São Paulo evento Monsters Of Rock 25 de abril de 2015)
The Black Mass Tour South America "REMARCADO" ( Argentina - Buenos Aires  12 de outubro de 2015 e Chile - Santiago 14 de outubro de 2015 "ESGOTADO" & 15 de abril de 2015 "Show Extra")

### 2018
- The Ressurection Tour (Ao lado de Asking Alexandria com Crown The Empire e Blessthefall  —  América e Europa)

### 2021 - 2022
- The Phantom Tomorrouw Tour
- Trinity of Terror Tour